# Európa-bajnoki rekordok listája úszásban
Az Európa-bajnoki rekordok listája úszásban az úszó-Európa-bajnokságokon (50 méteres medence) és a rövid pályás úszó-Európa-bajnokságokon (25 méteres medence) elért eddigi legjobb eredményeket tartalmazza. 

## Versenyszámok
A következő versenyszámokban tartanak nyilván Európa-bajnoki rekordokat:
- Gyorsúszás: 50 m, 100 m, 200 m, 400 m, 800 m, 1500 m
- Hátúszás: 50 m, 100 m, 200 m
- Mellúszás: 50 m, 100 m, 200 m
- Pillangóúszás: 50 m, 100 m, 200 m
- Vegyesúszás: 100 m (csak 25 m-es pálya), 200 m, 400 m
- Váltók: 4×100 m-es gyorsúszás (csak 50 m-es pálya), 4×200 m-es gyorsúszás (csak 50 m-es pálya), 4×100 m-es vegyesúszás (csak 50 m-es pálya), vegyes 4×50 m-es gyorsváltó (csak 25 m-es pálya), vegyes 4×50 m-es vegyes váltó (csak 25 m-es pálya)

## 50 m-es pálya

### Férfi
| Versenyszám               | Idő      | Név | Nemzet         | Dátum               | Helyszín, év    |
| ------------------------- | -------- | --- | -------------- | ------------------- | --------------- |
| 50 m-es gyorsúszás        | 21,11    | Ben Proud | Nagy-Britannia | 2018. augusztus 8.  | Glasgow, 2018   |
| 100 m-es gyorsúszás       | 46,86    | David Popovici | Románia        | 2022. augusztus 13. | Róma, 2022      |
| 200 m-es gyorsúszás       | 1:42,97  | David Popovici | Románia        | 2022. augusztus 15. | Róma, 2022      |
| 400 m-es gyorsúszás       | 3:42,50  | Lukas Märtens | Németország    | 2022. augusztus 17. | Róma, 2022      |
| 800 m-es gyorsúszás       | 7:40,86  | Gregorio Paltrinieri | Olaszország    | 2022. augusztus 13. | Róma, 2022      |
| 1500 m-es gyorsúszás      | 14:34.04 | Gregorio Paltrinieri | Olaszország    | 2016. május 18.     | London, 2016    |
| 50 m-es hátúszás          | 23,80    | Kliment Kolesznyikov | Oroszország    | 2021. május 17.     | Budapest, 2020  |
| 100 m-es hátúszás         | 52,11    | Camille Lacourt | Franciaország  | 2010. augusztus 10. | Budapest, 2010  |
| 200 m-es hátúszás         | 1:53,36  | Jevgenyij Rilov | Oroszország    | 2018. augusztus 8.  | Glasgow, 2018   |
| 50 m-es mellúszás         | 26,09    | Adam Peaty | Nagy-Britannia | 2018. augusztus 8.  | Glasgow, 2018   |
| 100 m-es mellúszás        | 57,10    | Adam Peaty | Nagy-Britannia | 2018. augusztus 4.  | Glasgow, 2018   |
| 200 m-es mellúszás        | 2:06,80  | Anton Csupkov | Oroszország    | 2018. augusztus 6.  | Glasgow, 2018   |
| 50 m-es pillangóúszás     | 22,48    | Andrij Hovorov | Ukrajna        | 2018. augusztus 7.  | Glasgow, 2018   |
| 100 m-es pillangóúszás    | 50,18    | Milák Kristóf | Magyarország   | 2021. május 23.     | Budapest, 2020  |
| 200 m-es pillangóúszás    | 1:51,10  | Milák Kristóf | Magyarország   | 2021. május 19.     | Budapest, 2020  |
| 200 m-es vegyesúszás      | 1:56,66  | Cseh László | Magyarország   | 2012. május 23.     | Debrecen, 2012  |
| 400 m-es vegyesúszás      | 4:09,59  | Cseh László | Magyarország   | 2008. március 24.   | Eindhoven, 2008 |
| 4 × 100 m-es gyorsváltó   | 3:10,41  | - Andrey Minakov (48,18) - Aleksandr Shchegolev (47,64) - Vladislav Grinev (47,49) - Kliment Kolesznyikov (47,10)            | Oroszország    | 2021. május 17.     | Budapest, 2020  |
| 4 × 200 m-es gyorsváltó   | 7:03,48  | - Martin Malyutin (1:45,15) - Aleksandr Shchegolev (1:45,39) - Aleksandr Krasnykh (1:46,52) - Mikhail Vekovishchev (1:46,42) | Oroszország    | 2021. május 19.     | Budapest, 2020  |
| 4 × 100 m-es vegyes váltó | 3:28,46  | - Thomas Ceccon (52,82) - Nicolò Martinenghi (57,72) - Matteo Rivolta (50,75) - Alessandro Miressi (47,17)                   | Olaszország    | 2022. augusztus 17. | Róma, 2022      |

### Női
| Versenyszám               | Idő      | Név | Nemzet             | Dátum               | Helyszín, év    |
| ------------------------- | -------- | --- | ------------------ | ------------------- | --------------- |
| 50 m-es gyorsúszás        | 23,74    | Sarah Sjöström | Svédország         | 2018. augusztus 4.  | Glasgow, 2018   |
| 100 m-es gyorsúszás       | =52,67   | Sarah Sjöström | Svédország         | 2014. augusztus 20. | Berlin, 2014    |
| 100 m-es gyorsúszás       | =52,67   | Sarah Sjöström | Svédország         | 2018. augusztus 7.  | Glasgow, 2018   |
| 200 m-es gyorsúszás       | 1:54,95  | Charlotte Bonnet | Franciaország      | 2018. augusztus 6.  | Glasgow, 2018   |
| 400 m-es gyorsúszás       | 4:01,53  | Federica Pellegrini | Olaszország        | 2008. március 24.   | Eindhoven, 2008 |
| 800 m-es gyorsúszás       | 8:15,54  | Jazmin Carlin | Egyesült Királyság | 2014. augusztus 21. | Berlin, 2014    |
| 1500 m-es gyorsúszás      | 15:50,22 | Kapás Boglárka | Magyarország       | 2016. május 21.     | London, 2016    |
| 50 m-es hátúszás          | 27,19    | Kathleen Dawson | Nagy-Britannia     | 2021. május 18.     | Budapest, 2020  |
| 100 m-es hátúszás         | 58,08    | Kathleen Dawson | Nagy-Britannia     | 2021. május 23.     | Budapest, 2020  |
| 200 m-es hátúszás         | 2:06,08  | Margherita Panziera | Olaszország        | 2021. május 23.     | Budapest, 2020  |
| 50 m-es mellúszás         | 29,30    | Benedetta Pilato | Olaszország        | 2021. május 22.     | Budapest, 2020  |
| 100 m-es mellúszás        | 1:05,53  | Julija Jefimova | Oroszország        | 2018. augusztus 5.  | Glasgow, 2018   |
| 200 m-es mellúszás        | 2:19,84  | Rikke Møller Pedersen | Dánia              | 2014. augusztus 22. | Berlin, 2014    |
| 50 m-es pillangóúszás     | 24,87    | Sarah Sjöström | Svédország         | 2014. augusztus 18. | Berlin, 2014    |
| 100 m-es pillangóúszás    | 55,89    | Sarah Sjöström | Svédország         | 2016. május 20.     | London, 2016    |
| 200 m-es pillangóúszás    | 2:04,79  | Mireia Belmonte Garcia                                                                                                   | Spanyolország      | 2014. augusztus 24. | Berlin, 2014    |
| 200 m-es vegyesúszás      | 2:07,30  | Hosszú Katinka | Magyarország       | 2016. május 19.     | London, 2016    |
| 400 m-es vegyesúszás      | 4:30,90  | Hosszú Katinka | Magyarország       | 2016. május 16.     | London, 2016    |
| 4 × 100 m-es gyorsváltó   | 3:33,62  | - Inge Dekker (53,77) - Ranomi Kromowidjojo (53,61) - Femke Heemskerk (53,62) - Marleen Veldhuis (52,62)                 | Hollandia          | 2008. március 18.   | Eindhoven, 2008 |
| 4 × 200 m-es gyorsváltó   | 7:50,53  | - Alice Mizzau (1:58,34) - Stefania Pirozzi (1:57,63) - Chiara Masini Luccetti (1:58,06) - Federica Pellegrini (1:56,50) | Olaszország        | 2014. augusztus 21. | Berlin, 2014    |
| 4 × 100 m-es vegyes váltó | 3:54,01  | - Kathleen Dawson (58,08) - Molly Renshaw (1:05,72) - Laura Stephens (57,55) - Anna Hopkin (52,66)                       | Nagy-Britannia     | 2021. május 23.     | Budapest, 2020  |

### Vegyes váltók
| Versenyszám               | Idő      | Név                                                                                                 | Nemzet         | Dátum              | Helyszín, év   |
| ------------------------- | -------- | --------------------------------------------------------------------------------------------------- | -------------- | ------------------ | -------------- |
| 4 × 100 m-es gyorsváltó   | =3:22,07 | - Jérémy Stravius (48,81) - Mehdy Metella (47,45) - Marie Wattel (53,47) - Charlotte Bonnet (52,34) | Franciaország  | 2018. augusztus 8. | Glasgow, 2018  |
| 4 × 100 m-es gyorsváltó   | =3:22,07 | - Duncan Scott (48,20) - Thomas Dean (48,11) - Anna Hopkin (52,88) - Freya Anderson (52,88)         | Nagy-Britannia | 2021. május 22.    | Budapest, 2020 |
| 4 × 200 m-es gyorsváltó   | 7:26,67  | - Thomas Dean (1:46,54) - James Guy (1:45,43) - Abbie Wood (1:56,67) - Freya Anderson (1:58,03)     | Nagy-Britannia | 2021. május 18.    | Budapest, 2020 |
| 4 × 100 m-es vegyes váltó | 3:38,82  | - Kathleen Dawson (58,43) - Adam Peaty (57,13) - James Guy (50,61) - Anna Hopkin (52,65)            | Nagy-Britannia | 2021. május 20.    | Budapest, 2020 |

## 25 m-es pálya

### Férfi
| Versenyszám            | Idő      | Név | Nemzet           | Dátum              | Helyszín, év     |
| ---------------------- | -------- | --- | ---------------- | ------------------ | ---------------- |
| 50 m-es gyorsúszás     | 20,18    | Benjamin Proud                                                                                         | Nagy-Britannia   | 2023. december 7.  | Bukarest, 2023   |
| 100 m-es gyorsúszás    | 44,94    | Amaury Leveaux                                                                                         | Franciaország    | 2008. december 13. | Fiume, 2008      |
| 200 m-es gyorsúszás    | 1:39,81  | Paul Biedermann                                                                                        | Németország      | 2009. december 13. | Isztambul, 2009  |
| 400 m-es gyorsúszás    | 3:33,20  | Danas Rapšys                                                                                           | Litvánia         | 2019. december 4.  | Glasgow, 2019    |
| 800 m-es gyorsúszás    | 7:20,46  | Daniel Wiffen                                                                                          | Írország         | 2023. december 10. | Bukarest, 2023   |
| 1500 m-es gyorsúszás   | 14:08,06 | Gregorio Paltrinieri                                                                                   | Olaszország      | 2015. december 4.  | Netánja, 2015    |
| 50 m-es hátúszás       | 22,47    | Kliment Kolesznyikov                                                                                   | Oroszország      | 2021. november 3.  | Kazany, 2021     |
| 100 m-es hátúszás      | =48,97   | Arkagyij Vjatcsanyin                                                                                   | Oroszország      | 2009. december 13. | Isztambul, 2009  |
| 100 m-es hátúszás      | =48,97   | Sztanyiszlav Donyec                                                                                    | Oroszország      | 2009. december 13. | Isztambul, 2009  |
| 200 m-es hátúszás      | 1:48,02  | Kliment Kolesznyikov                                                                                   | Oroszország      | 2017. december 13. | Koppenhága, 2017 |
| 50 m-es mellúszás      | 25,25    | Ilya Shymanovich                                                                                       | Fehéroroszország | 2021. november 7.  | Kazany, 2021     |
| 100 m-es mellúszás     | 55,45    | Ilya Shymanovich                                                                                       | Fehéroroszország | 2021. november 3.  | Kazany, 2021     |
| 200 m-es mellúszás     | 2:00,53  | Marco Koch                                                                                             | Németország      | 2015. december 3.  | Netánja, 2015    |
| 50 m-es pillangóúszás  | 21,75    | Szabó Szebasztián                                                                                      | Magyarország     | 2021. november 6.  | Kazany, 2021     |
| 100 m-es pillangóúszás | 48,47    | Noè Ponti                                                                                              | Svájc            | 2023. december 6.  | Bukarest, 2023   |
| 200 m-es pillangóúszás | 1:49,00  | Cseh László                                                                                            | Magyarország     | 2015. december 6.  | Netánja, 2015    |
| 100 m-es vegyesúszás   | 50,76    | Peter Mankoč                                                                                           | Szlovénia        | 2009. december 12. | Isztambul, 2009  |
| 200 m-es vegyesúszás   | 1:50,85  | Andreas Vazaios                                                                                        | Görögország      | 2019. december 6.  | Glasgow, 2019    |
| 400 m-es vegyesúszás   | 3:57,01  | Alberto Razzetti                                                                                       | Olaszország      | 2023. december 10. | Bukarest, 2023   |
| 4 × 50 m gyors         | 1:20,77  | - Alain Bernard (20,64) - Fabien Gilot (20,33) - Amaury Leveaux (19,93) - Frédérick Bousquet (19,87)   | Franciaország    | 2008. december 14. | Fiume, 2008      |
| 4 × 50 m vegyes        | 1:30,14  | - Michele Lamberti (22,62) - Nicolò Martinenghi (25,14) - Marco Orsi (22,17) - Lorenzo Zazzeri (20,21) | Olaszország      | 2021. november 3.  | Kazany, 2021     |

### Női
| Versenyszám            | Idő      | Név | Nemzet        | Dátum              | Helyszín, év     |
| ---------------------- | -------- | --- | ------------- | ------------------ | ---------------- |
| 50 m-es gyorsúszás     | 23,12    | Sarah Sjöström                                                                                              | Svédország    | 2021. november 3.  | Kazany, 2021     |
| 100 m-es gyorsúszás    | 50,95    | Ranomi Kromowidjojo                                                                                         | Hollandia     | 2017. december 15. | Koppenhága, 2017 |
| 200 m-es gyorsúszás    | 1:51,17  | Federica Pellegrini                                                                                         | Olaszország   | 2009. december 13. | Isztambul, 2009  |
| 400 m-es gyorsúszás    | 3:54,85  | Camille Muffat                                                                                              | Franciaország | 2012. november 24. | Chartres, 2012   |
| 800 m-es gyorsúszás    | 8:04,53  | Alessia Filippi                                                                                             | Olaszország   | 2008. december 12. | Fiume, 2008      |
| 1500 m-es gyorsúszás   | 15:18,30 | Anastasiya Kirpichnikova                                                                                    | Oroszország   | 2021. november 5.  | Kazany, 2021     |
| 50 m-es hátúszás       | 25,70    | Sanja Jovanović                                                                                             | Horvátország  | 2009. december 12. | Isztambul, 2009  |
| 100 m-es hátúszás      | 55,17    | Kira Toussaint                                                                                              | Hollandia     | 2019. december 4.  | Glasgow, 2019    |
| 200 m-es hátúszás      | 1:59,84  | Darina Zevina                                                                                               | Ukrajna       | 2015. december 4.  | Netánja, 2015    |
| 50 m-es mellúszás      | 28,86    | Benedetta Pilato                                                                                            | Olaszország   | 2023. december 10. | Bukarest, 2023   |
| 100 m-es mellúszás     | 1:02,92  | Rūta Meilutytė                                                                                              | Litvánia      | 2013. december 15. | Herning, 2015    |
| 200 m-es mellúszás     | 2:15,21  | Rikke Møller Pedersen                                                                                       | Dánia         | 2013. december 13. | Herning, 2013    |
| 50 m-es pillangóúszás  | 24,50    | Sarah Sjöström                                                                                              | Svédország    | 2021. november 7.  | Kazany, 2021     |
| 100 m-es pillangóúszás | 55,00    | Sarah Sjöström                                                                                              | Svédország    | 2017. december 17. | Koppenhága, 2017 |
| 200 m-es pillangóúszás | 2:01,52  | Mireia Belmonte                                                                                             | Spanyolország | 2009. december 10. | Herning, 2013    |
| 100 m-es vegyesúszás   | 56,67    | Hosszú Katinka                                                                                              | Magyarország  | 2015. december 4.  | Netánja, 2015    |
| 200 m-es vegyesúszás   | 2:02,53  | Hosszú Katinka                                                                                              | Magyarország  | 2015. december 5.  | Netánja, 2015    |
| 400 m-es vegyesúszás   | 4:19,46  | Hosszú Katinka                                                                                              | Magyarország  | 2015. december 2.  | Netánja, 2015    |
| 4 × 50 m gyors         | 1:33,25  | - Inge Dekker (23,53) - Hinkelien Schreuder (22,81) - Saskia de Jonge (23,88) - Ranomi Kromowidjojo (23,03) | Hollandia     | 2009. december 11. | Isztambul, 2009  |
| 4 × 50 m vegyes        | 1:42,69  | - Hinkelien Schreuder (26,32) - Moniek Nijhuis (29,16) - Inge Dekker (24,51) - Ranomi Kromowidjojo (22,70)  | Hollandia     | 2009. december 12. | Isztambul, 2009  |

### Vegyes váltók
| Versenyszám     | Idő     | Név                                                                                               | Nemzet         | Dátum             | Helyszín, év   |
| --------------- | ------- | ------------------------------------------------------------------------------------------------- | -------------- | ----------------- | -------------- |
| 4 × 50 m gyors  | 1:27,75 | - Benjamin Proud (20,39) - Lewis Burras (20,69) - Anna Hopkin (22,95) - Freya Anderson (23,72)    | Nagy-Britannia | 2023. december 9. | Bukarest, 2023 |
| 4 × 50 m vegyes | 1:36,18 | - Kira Toussaint (25,99) - Arno Kamminga (25,54) - Maaike de Waard (24,50) - Thom de Boer (20,15) | Hollandia      | 2021. november 7. | Kazany, 2021   |